# Yr Wyddgrug

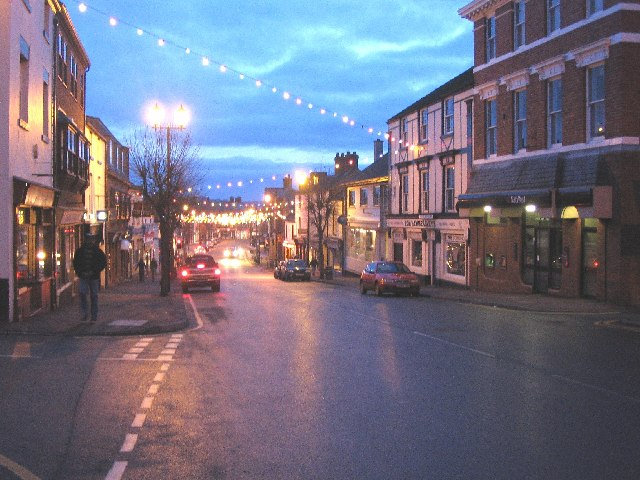
Carrer principal d'Yr Wyddgrug amb llums de Nadal.

Yr Wyddgrug (anglès: Mold) és una localitat gal·lesa al centre del comtat de Flintshire al nord-est del país i al costat del riu Alyn. Amb una població de 9.568 habitants (segons el cens de 2001), Yr Wyddgrug és la cinquena localitat més gran de Flintshire darrere de Connah's Quay, Buckley, Hawarden i Flint. És la capital de Flintshire i era la capital del comtat preservat de Clwyd des del 1974 fins al 1996.
El nom de la localitat ve del francès antic Mont Hault, (Mont Alt). La muntanya a què fa referència el topònim és Bailey Hill, prop del centre d'Yr Wyddgrug, on els normands van construir un castell l'any 1140. El nom gal·lès, Yr Wyddgrug, n'és una traducció.